# Leonie Fiebig
Leonie Fiebig (* 24. Mai 1990 in Minden) ist eine deutsche Bobfahrerin. Mit dem Bobsport begann sie im Herbst 2016, ihr Debüt im Weltcup gab sie als Anschieberin zwei Jahre später. Ende 2020 feierte sie mit Laura Nolte beziehungsweise Stephanie Schneider ihre ersten Weltcupsiege. Zusammen mit Kim Kalicki wurde sie 2023 Weltmeisterin im Zweierbob.

## Werdegang
Nach dem Umzug aus ihrem Geburtsort Minden während der Grundschulzeit wuchs Fiebig in der Nähe von Lohmar im Rheinland auf. In ihrer Jugend war sie als Turnerin aktiv, mit 17 Jahren wechselte sie zur Leichtathletik, wo sie in den Sprintdisziplinen sowie im Weit- und Hochsprung antrat. Mit der 4-mal-100-Meter-Staffel der LG ASV DSHS Köln belegte sie den sechsten Platz bei den Deutschen Meisterschaften 2009. Um sich auf ihr sportwissenschaftliches Studium an der Sporthochschule Köln zu konzentrieren, zog sie sich Anfang der 2010er-Jahre zunächst vom Leistungssport zurück.

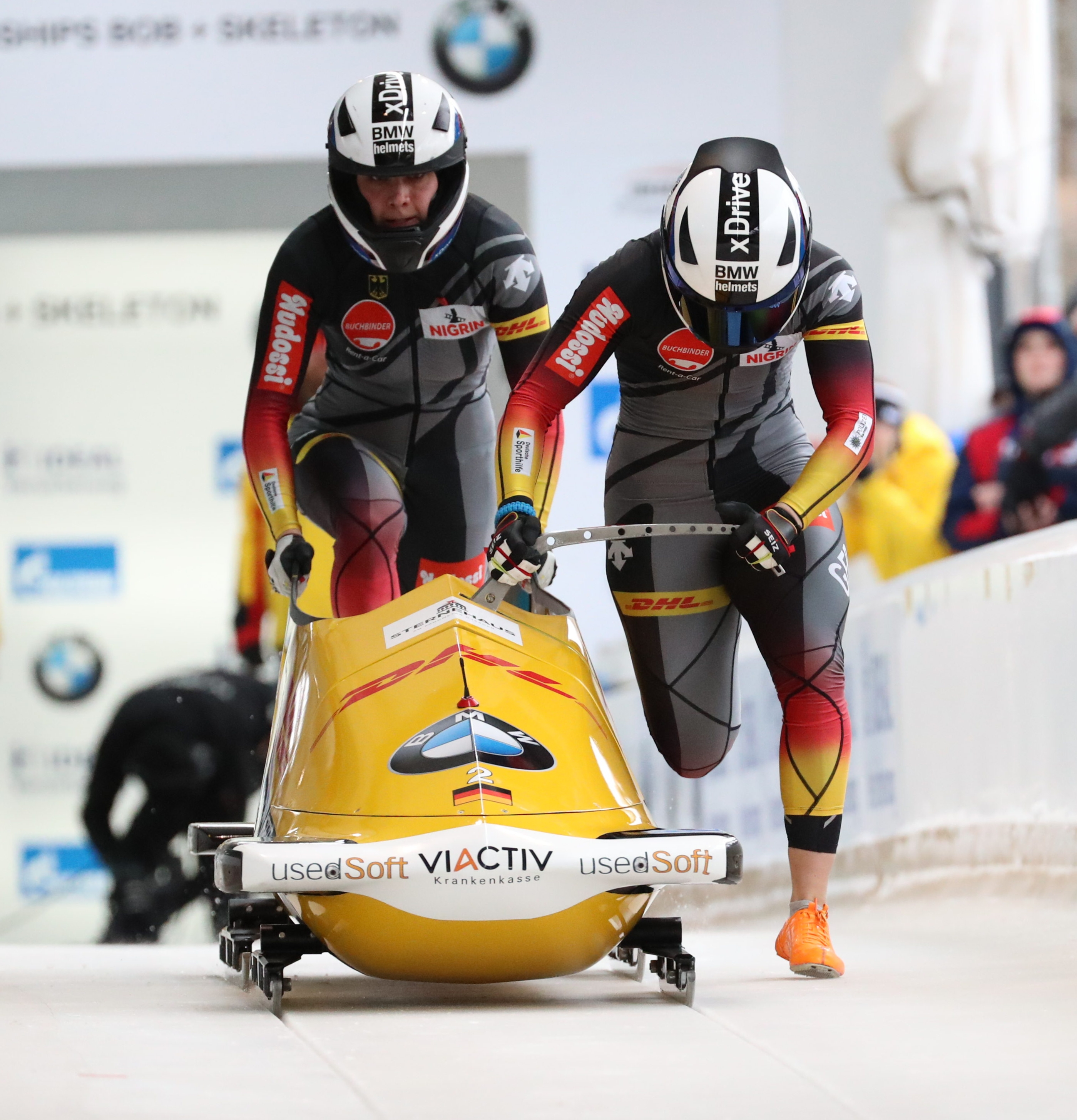
Leonie Fiebig (l.) mit Stephanie Schneider am Start der WM 2020

Durch ein Forschungsprojekt der Sporthochschule kam Fiebig im Herbst 2016 am Königssee in Kontakt mit dem Bobsport. Sie zeigte wegen ihrer leichtathletischen Vorausbildung Interesse an der Sportart und absolvierte nach anfänglichem Training auf einer reinen Anschubstrecke erste Testfahrten auf der Bobbahn in Winterberg. Als Anschieberin und Bremserin von Christin Senkel gab Fiebig, für den BSC Winterberg startend, im Europacup 2017/18 ihr Wettkampfdebüt. Das Duo entschied ein Rennen im Dezember 2017 in La Plagne für sich. Fiebig unterbrach ihr Masterstudium und wurde im April 2018 in die Förderung der Stiftung Deutsche Sporthilfe, wenige Monate später zusätzlich in die Sportfördergruppe der Bundeswehr aufgenommen.
Beim Leistungstest der deutschen Anschieberinnen im Sommer 2018 erzielte Fiebig hinter Annika Drazek das zweitbeste Ergebnis. Der deutsche Bob-Cheftrainer René Spies lobte sie aufgrund ihres Körperbaus als „prädestiniert für unsere Sportart“. Um im Weltcup antreten zu können, wechselte Fiebig in das Bobteam Anna Köhlers. Mit Köhler fuhr sie im Winter 2018/19 in der höchsten Wettkampfserie dreimal unter die ersten Fünf und wurde zudem Siebte der Weltmeisterschaft. Eine Saison später erreichte sie als Anschieberin des Bobs von Stephanie Schneider zweimal als Dritte das Weltcuppodest. 2020/21 startete Fiebig – auch wegen der verletzungsbedingten Ausfälle der Anschieberinnen Annika Drazek und Kira Lipperheide – mit wechselnden Pilotinnen: Am 28. November 2020 gewann sie mit Laura Nolte in Sigulda erstmals ein Weltcuprennen, drei Wochen später wiederholte sie diesen Erfolg auf der Bahn von Igls mit Stephanie Schneider. Ihre erste internationale Medaille gewann Fiebig als Anschieberin Mariama Jamankas bei der Europameisterschaft 2021 in Winterberg, wo das Duo den dritten Rang belegte.
In der Saison 2021/22 feierte Fiebig zusammen mit Laura Nolte einen weiteren Weltcupsieg und stand außerdem gemeinsam mit Kim Kalicki mehrmals auf dem Podium. Für die Olympischen Winterspiele 2022 in Peking qualifizierte sie sich als Ersatz-Anschieberin (und blieb ohne Einsatz). Den Platz im Bob von Kim Kalicki nahm Lisa Buckwitz ein, nachdem sie bei einem abschließenden Leistungstest besser als Fiebig abgeschnitten hatte. In der Saison 2022/23 holte Fiebig mit Kalicki Gold bei den Weltmeisterschaften im Zweierbob in St. Moritz. 2023/24 feierte das Duo Kalicki/Fiebig drei Weltcupsiege und gewann in Winterberg bei den Weltmeisterschaften die Bronzemedaille.
Mehrere Porträts zeichnen Fiebig als Kölner Lokalpatriotin, die ihre Wettkämpfe stets mit rot-weißen Socken bestreitet. Sie tritt als Werbebotschafterin für die Kölsch-Brauerei Gaffel auf.